# 1409-1400 v.Chr.
De jaren 1409-1400 v.Chr. (van de christelijke jaartelling) zijn een decennium in de 15e eeuw v.Chr..

## Gebeurtenissen

### Griekenland
- 1410 v.Chr. - Koning Polydorus (1410 - 1394 v.Chr.) regeert over de stad Thebe.

### Mesopotamië
- 1410 v.Chr. - Koning Ashur-Bel-Nisheshu (1419 - 1411 v.Chr.) van Assur en Kara-Indash van Kar-duniash sluiten een vredesverdrag, tussen het Tweestromenland wordt bij Samarra de grens vastgelegd.
- Koning Ashur-Rim-Nisheshu (1411 - 1403 v.Chr.) regeert over Assur.
- 1403 v.Chr. - Ashur-Nadin-Ahhe I (1403 - 1393 v.Chr.) de laatste koning van het Oude-Assyrische Rijk.
- 1400 v.Chr. - Koning Shuttarna II (1400 - 1385 v.Chr.) heerser over het koninkrijk Mitanni.

### Klein-Azië
- 1400 v.Chr. - Koning Arnuwanda I (1400 - 1360 v.Chr.) van de Hettieten bestijgt de troon.

### Zuid-Amerika
- ca 1400 v.Chr. - Omwille van klimaat en toepassing van landbouwtechnieken, slagen de Midden-Amerikaanse landbouwers erin om 4 keer per jaar maïs te oogsten. In hetzelfde gebied ontstaat de Olmeekse beschaving.

1499-1490 · 1489-1480 · 1479-1470 · 1469-1460 · 1459-1450 · 1449-1440 · 1439-1430 · 1429-1420 · 1419-1410 · 1409-1400 · >>